# Rafael Bianciotto
Rafael Bianciotto es un director y actor de teatro franco-argentino nacido en Buenos Aires (Argentina) el 27 de febrero de 1966. Reside en Francia desde 1990.

## Biografía
Hace sus estudios de Computación Científica en la Facultad de Ciencias Exactas de la UBA donde descubre el teatro de la mano de Diego Golombek. Esta experiencia lo llevará hacia las planchas de teatro. Hace sus estudios en la escuela de teatro El Parque dirigida por Alberto Catán y Julian Howard. Luego en Francia, encuentra al actor y director de teatro Mario González transformándose en su discípulo. Con él descubre el arte la máscara, la Commedia dell'arte y el Clown. Trabaja como asistente en el Conservatoire National Supérieur d'Art Dramatique. En paralelo sigue sus estudios teatrales en l'Université Sorbonne Nouvelle - Paris 3.
Crea su propia compañía de teatro Zéfiro Théâtre en Paris y también The New York Mask & Clown Workshop junto a Carine Montbertrand y Ariane Anthony en New York. Es profesor y dirige talleres, seminarios y Masterclass en Francia, Estados Unidos, Suecia e Islandia. Dicta masterclass en el prestigioso CNIPAL y ha enseñado en el Conservatorio Regional de Orléans, en el Conservatorio Nacional de Suecia en Luleå (LTU), y en the Iceland Academy of The Arts of Reykjavik

## Teatro
Director
- Preuve d'Amour de Roberto Arlt, creación abril de 2014, Théâtre Le Grenier de Bougival Francia
- La Tempête[8] de William Shakespeare, codirigida junto con Ned Grujic, creación noviembre de 2012, Francia
- Candide[9] de Voltaire, creación en marzo de 2010, Francia
- The Twelve Night[10] de W. Shakespeare, creación 2009, Islandia
- Deadly Sins, a divine Comedy[11] de Dante creación 2008, Islandia
- Grand-peur et misère du Troisième Reich[12] de Bertolt Brecht creación 2007 Cie Naxos Théâtre
- Lysistrata[13] de Aristofanes, febrero de 2005, Aviñón 2007 Francia
- La Jalousie du barbouillé codirigida junto con Benoît Lavigne[14] de Molière, creación en julio de 1999, Aviñón 2001 Francia
- Molière undone Les Précieuses Ridicules de Molière, 1998, Estados Unidos
- The Forced Marriage de Molière, 1997, New York, Estados Unidos
- Molière à la carte a partir de textos de Molière, creación Cie Des Omérans[15] 1996 Francia
- C'est la crise cerise, creación Cie UBAC, Marsella 1993, Francia

Actor
- La Tempête[8] de William Shakespeare, dirigida Ned Grujic y Rafael Bianciotto, creación noviembre de 2012, Francia
- Candide[9] de Voltaire, dirección Rafael Bianciotto, creación en marzo de 2010, Francia
- Ah Scapin de Molière Dirección Mario González Aviñón 2001 y 2004 gira en América Latina 2003
- Le Rêve Argentin (Stéfano) de A. Discépolo Dirección Oscar Sisto Théâtre du Renard Paris 2000
- La Jalousie du barbouillé[16] de Molière, dirección Benoît Lavigne y Rafael Bianciotto, creación en julio de 1999, Francia
- Molière Malgré Lui de Frédéric Smektalà a partir de la obra de Molière, Fréjus, julio de 1997.
- Comédies Madrigalesques espectáculo musical, basado en Madrigales de Banchieri y Vecchi. Dirección Mireille Larroche. Junto al Ensemble Clément Janequin, en la Opera Bastilla, Opéra de Versailles, Opéra de Montpellier, gira en Japón 1995. Gira europea 1996, Opéra Comique 1997
- L'Amour Médecin de Molière, Dirección Mario González Festival de Versailles, Théâtre des Quartiers d'Ivry 1992/93
- Dios, una comedia de Woody Allen. Dirección Diego Golombek 1987 Centro Cultural Rojas de Buenos Aires, Argentina.
- Vincent y Los Cuervos de Pacho O'Donnell. Dirección Diego Golombek 1986 Centro Cultural Recoleta de Buenos Aires, Argentina.